# 앨러게니고원
앨러게니고원(Allegheny Plateau)은 애팔래치아산맥 서쪽에 있는 개석고원이다. 남쪽으로 컴벌랜드고원으로 이어진다.

## 같이 보기
- 컴벌랜드고원
- 앨러게니산맥
- 애팔래치아고원